# Куклишки кукли
Куклишки кукли са над 120 естествено образувани каменни стълба, които се намират край днешното село Куклица, Република Македония.
Куклица е известна със своите ерозивни земни пирамиди, наричани каменни кукли. Те се намират на десния бряг на Крива река, в ерозиралата част на нейната тераса на надморска височина от 415 – 420 метра. Цялото образувание е на площ от около 0,3 – 0,4 km². Пирамидите са две групи – в централния дял на малката депресия в подножието на рида Дубица, които са по-големи (високи до 10 метра), самостоятелни и във вид на земни стълбове и на изток по склоновете на възвишението Забел, които са по-малки (високи до 5 метра), близо една до друга и често споени в подножието.
Поради интересния вид на големите земни стълбове, които приличат на човешки фигури, наредени като „вкаменени сватбари“, цялото образование е наречено от местното население „Весела сватба“. Феноменът е обявен за природна забележителност.

## Легенди
Съществуват няколко известни легенди, свързани с формирането на каменни фигури край село Куклица. Най-разпространената гласи, че имало някога един ерген, който не можел да реши коя от две харесвани от него девойки за се ожени. Затова решил да се венчае едновременно за двете в един и същи ден, но в различен час на деня. Докато траела първата сватба, девойката, която щяла да се венчае за ергена по-късно, отишла да види коя девойка се омъжва на същия ден като нея. Когато тя видяла, че бъдещият й съпруг минава под венчило с друга жена, тя изрекла клетва, която покосила всички присъстващи на сватбата и те се вкаменили.
Втората легенда е за девойка, влюбена в млад мъж, който я изоставя, за да се жени за друга и в деня на сватбата изоставената невеста проклина сватбата и всички сватове се вкаменяват.
Третата легенда е за армия минаваща през изгорена гора, която заради ниските температури замръзнала и се вкаменила.

## Галерия
- Част от каменните кукли.
- Част от каменните кукли.
- Част от каменните кукли.
- Част от каменните кукли.